# Summerville (Pennsylvanie)
Pour les articles homonymes, voir Summerville.
Summerville est un borough situé à l'ouest du comté de Jefferson, en Pennsylvanie, aux États-Unis,. En 2010, il comptait une population de 528 habitants. Le borough est incorporé en mars 1887.

## Démographie
Lors du recensement de 2010, le borough comptait une population de 528 habitants. Elle est estimée, en 2019, à 513 habitants.

### Source de la traduction
- (en) Cet article est partiellement ou en totalité issu de l’article de Wikipédia en anglais intitulé « Summerville, Pennsylvania » (voir la liste des auteurs).